# Várda
Várda is een plaats (község) en gemeente in het Hongaarse comitaat Somogy. Várda telt 557 inwoners (2001).